# Maciej Jankowski
Pour les articles homonymes, voir Jankowski.
Maciej Jankowski, né le 4 janvier 1990 à Varsovie, est un footballeur professionnel polonais. Il joue actuellement au poste d'attaquant au Piast Gliwice.

## Palmarès
- Finaliste de la Coupe de Pologne : 2012